# Đền Nội Bình Đà
Đền Nội Bình Đà là một ngôi đền truyền thống của người Việt, nằm trong quần thể di tích làng cổ Bình Đà. Đền Nội Bình Đà thờ Lạc Long Quân, vị Quốc tổ trong truyền thuyết của người Việt.

## Vị trí
Đền Nội nằm ở vùng châu thổ sông Hồng thuộc xã Bảo Cựu - Phủ Ứng Thiên - Đỗ Động Giang (nay là làng Bình Đà-xã Bình Minh-huyện Thanh Oai- TP Hà Nội). Đền tọa lạc trên lưng con rùa (Hoàng Quy Cung), với thế đất Lục long triều hội, Lưỡng phượng giao phi. Cửa đền nhìn ra hướng Tây, đồng điền nhô lên Ba Gò (Tam Thai) mang dáng hình hổ phục, nơi đây tương truyền là nơi đặt mộ Quốc tổ Lạc Long Quân. 

## Truyền thuyết
Vua Đế Minh có hai người con "con trưởng là Đế Nghi, con thứ là Lộc Tục". Nhà vua yêu Lộc Tục hơn nên muốn cho Lộc Tục làm vua phương Bắc. Lộc Tục là người khiêm nhường nên đã nói với cha nhượng cho anh cả. Vì vậy vua cha cử Lộc Tục làm vua phương Nam (đất Văn Lang sau này). Đất Văn Lang tức nước Xích Quỷ có nhiều phong cảnh thanh kỳ. Dải Lĩnh Nam trùng trùng, điệp điệp, xanh như chàm, xa trông như rồng uốn khúc.. Lên làm vua, Lộc Tục lấy hiệu là Kinh Dương Vương, buổi đầu toan đóng đô ở chân núi Miễu Sơn, sau ấn định xây thành, đắp lũy ở Cửu Lĩnh.. Vua lấy Long Nữ con gái vua Động Đình Quân, sinh ra Sùng Lãm tức Lạc Long Quân kế nghiệp vua cha. Lạc Long Quân lấy hiệu là Hùng Hiền Vương di chuyển kinh đô về Nghĩa Lĩnh. Khi Kinh Dương Vương qua đời, Hùng Hiền Vương lấy nàng Âu Cơ con gái Đế Lai chúa tể động Lăng Xương, một xứ lân cận Văn Lang bên bờ giải Âu Giang. Âu Cơ có mang được 3 năm 3 tháng 10 ngày mới thấy chuyển dạ. Nơi nàng lâm bồn là một chiếc lều tranh bên đường không xa kinh thành, nàng sinh ra một cái bọc. Long Quân vô cùng kinh ngạc, Ngài cho quần thần dựng đàn tế cáo trời đất. Trong lúc cử hành lễ bái thì trời nổi mây ngũ sắc, năm người cao lớn dị thường đầu đội mũ Kim Quang, mặc áo bào xanh, lưng đeo đai ngọc.. tuyên bố "Ngọc Hoàng Thượng đế cử chúng ta xuống để thi hành nhiệm vụ đặc biệt. Hoàng Hậu sinh ra một cái bọc đó là điềm vô cùng tốt đẹp, trong bọc có một trăm trứng. Chúng tôi có bổn phận biến ra thành một trăm con trai, những người con này sẽ giúp nhà vua trị dân giữ nước". Đúng ngày rằm tháng 1 năm sau, mây ngũ sắc lại tái hiện, ngôi nhà rực sáng, bọc trứng tự nở ra một trăm người con trai. Một hôm vua bảo Âu Cơ "Ta vốn là con cháu thủy thần, nàng thuộc loài tiên, nước lửa khắc nhau, không thể kết hợp lâu dài được. Vậy xin chia tay để giữ lấy dòng giống. Nàng nên đem 50 con lên núi, ta đem 50 con xuống biển, cùng nhau khai cơ mở nghiệp, tạo thế cho con cái và dân chúng dài lâu".
Sau khi chia tay với Quốc mẫu Âu cơ, Lạc Long Quân cùng 50 người con còn lại xuôi đường lần ra Nam Hải. Đến đất Bình Đà bây giờ (xã Bình Minh, huyện Thanh Oai, thành phố Hà Nội, cách biển không xa, sông nước mênh mang, Lạc Long Quân truyền cho các con dừng chân dựng trại, nổi lửa nấu ăn. Đi dạo khắp vùng một lượt, thấy thế đất nơi đây màu mỡ, sông suối lượn quanh, nhiều thềm đất cao mang dáng long chầu hổ phục, bèn quyết định chọn đất này làm nơi dựng xây cơ nghiệp. Ngày ngày, Lạc Long Quân cùng quần thần văn võ dạy dân trồng dâu nuôi tằm dệt vải, đuổi diệt thú dữ. Lại truyền cho các con lực chọn dân chúng khỏe mạnh, tỏa đi khắp vùng duyên hải khai khẩn đất hoang, lấn biển mở mang bờ cõi... Chẳng bao lâu, cả vùng đất với trung tâm là Bảo Cựu cuộc sống dân lành đã trở nên trù phú, mọi thảo khấu trong vùng bị dẹp tan. Ruộng đồng, làng xóm ngày một mở rộng, hình thành nên những làng xóm đầu tiên của châu thổ sông Hồng sau này. Vào một ngày cuối tháng Hai lịch trăng, trời bỗng nhiên nổi dông gió, sấm chớp lóe sáng cả vùng, Quốc tổ ăn vận trang phục oai phong, lẫm liệt, thân thương nhìn các con cháu và dân làng một lượt rồi hóa trong đêm. Cảm thương và tỏ lòng tri ân với người có công khai hóa vùng đất Bảo Cựu này, vua quan cùng dân làng tổ chức lễ tang linh đình, táng ngài tại gò đất cao nhất vùng, lập miếu quanh năm thờ phụng (nay là Đền Nội Bình Đà).
Cổ lôi ngọc phả hiện lưu giữ Đền Hùng (niên hiệu Thái Bình thứ hai-971) có ghi " Mộ (Lạc Long Quân) táng tại Ba Đống (Ba Gò) đồng thượng Bảo Cựu, hậu cải Bảo Đà"

## Lược sử
Trải qua nhiều giai đoạn biến cố thăng trầm của lịch sử, đền thờ đã nhiều lần được trùng tu sau mỗi kỳ bị đốt phá, hủy hoại.
- Lần thứ nhất do Mã Viện chỉ huy đốt phá đền và bắt đi nhiều người tài giỏi trong vùng.
- Lần thứ hai do Cao Biền (lĩnh ý vua Đường Ý Tôn từ Trung Quốc) sang làm An Nam đô hộ sứ, chỉ huy đốt đền và làm nhiều bùa phép trấn yểm chế ngự long mạch Bảo Đà (Tấu thư địa lí kiểu tự ghi).
- Lần thứ ba do giặc Mã Kỳ (tướng nhà Minh) kéo quân về đốt đền để thiết lập đồn lũy chống Lê Lợi.
- Lần thứ tư do bọn tay sai của thực dân Pháp đốt phá tất cả mọi nơi thờ tự tâm linh của vùng này không cho Việt Minh trú ngụ.
- Lần thứ năm do mục đích tiêu thổ kháng chiến, chính nhân dân và cán bộ Việt Minh đốt đền để ra đi kháng chiến 9 năm.

Đền được xây dựng từ cổ xưa, dấu ấn còn lại chỉ còn lại qua những tấm bia thời Lý, thời Lê Trung Hưng. Đến thời Khải Định (1918) Đền được trùng tu với quy mô hoành tráng. Trải qua nhiều lần trùng tu phục dựng, năm 2010 Đền được nhà nước đầu tư phục dựng quy mô hoàn chỉnh, trở thành một khu di tích lịch sử-văn hóa lộng lẫy.
Xưa kia dưới các triều đại phong kiến, dân làng Bình Đà mở hội, vua chúa cử các quan trong triều đình cùng nhiều tổng, xã trong vùng về tổ chức lễ hội và dâng hương tưởng niệm Quốc Tổ. Năm 1032, vua Lý Thái Tông hiến sắc suy tôn Lạc Long Quân:
" Lý triều hiến sắc
Thánh tổ tiên vương
Nhất bào bách noãn
Sinh hạ bách thần
Khai quốc an dân
Vạn xuân an lạc"
Suốt sáu thế kỉ, đích thân 16 vị vua của các triều đại đều đích thân về Bình Đà dâng lễ Quốc tổ. Đã có 16 hiến sắc suy tôn Lạc Long Quân là "Khai Quốc Thần" (các hiến sắc này đều được lưu giữ tại Đền Nội-Bình Đà và bảo tàng Lịch sử quốc gia)
Từ xưa đến nay, vào dịp lễ hội, đều có đoàn thủ từ của đền Hùng – Phú Thọ về dâng hương Thánh tổ và xin rước chân nhang ở hương án Đệ nhất của đền Nội về thờ, với ý nghĩa cung kính đón Thánh tổ về dự hội đền Hùng vào ngày mồng mười tháng ba âm lịch.
Tiềm năng về giá trị văn hóa vật thể, phi vật thể của Đền Nội đã được Bộ Văn hóa Thông tin cấp bằng di tích ngày 13 tháng 3 năm 1985.
Năm 1990, Đền tiếp tục được công nhận là di tích lịch sử văn hóa quốc gia.
Năm 2014, Lễ hội Bình Đà được đưa vào danh mục di sản văn hóa phi vật thể quốc gia đầu tiên của thành phố Hà Nội.

## Quần thể di tích

### Đại Đình
Đại Đình bao gồm:
- Đệ Nhất cung (hậu cung)
- Đệ Nhị cung (tiền tế)
- Đệ Tam cung (đại bái)
- Đệ Tứ cung (thiêu hương)
- Đệ Ngũ cung (cửa tiền môn)
- Hai dãy Tả mạc, Hữu mạc

Tất cả Đại Đình ôm gọn lấy Phương đình tạo thành hình chữ Quốc.

## Một số cổ vật được tìm thấy
- Trống đồng hê-gơ